# 王凝祚
王凝祚（？—？），號毓和，山西平阳府安邑縣盐籍。

## 生平
万历三十七年（1609年）己酉科山西乡试第三十二名举人，四十七年（1619年）己未科二甲四十六名進士，都察院觀政，四十八年授户部主事，天啓元年管御馬三倉，随改管册庫，三年管九江鈔關，本年調兵部武庫司主事，提督武學。崇祯二年（1629年）升職方司郎中，管理册庫，四年官至直隶永平道参政，調通州監軍道，五年復調永平道，六年解任。

## 家族
曾祖王好開。祖父王澤，贈工部员外郎。父王國楨，万历十七年进士，官至陕西参政。